# Ama il tuo nemico
Ama il tuo nemico è una miniserie televisiva italiana in due puntate del 1999 diretta da Damiano Damiani. Nel 2001 Damiani ha girato il seguito Ama il tuo nemico 2, trasmesso da Rai 2 in due serate. È stata girata a Latina, Formia e Gaeta.

## Trama
Fabrizio Canepa, è un giovane capobanda nel quartiere malfamato di Gaeta, una cittadina del sud, riceve dal potentissimo boss locale, Nisticò, l'incarico di uccidere Don Paolo Ditri, il parroco del quartiere, un prete scomodo, impegnato a combattere in prima persona la malavita organizzata. Tuttavia, prima di potersi macchiare del delitto, il giovane viene arrestato per le sue attività nel racket e nello spaccio di droga. In carcere ha modo di conoscere meglio Don Paolo che, come cappellano, visita e assiste i detenuti. Tra i due nasce un rapporto di profonda stima e confidenza, che continua anche quando Fabrizio esce di prigione. Viene ideato un agguato per uccidere Don Paolo e Fabrizio durante una passeggiata: tra i due a perdere la vita è solo Don Paolo che, dopo aver salvato Fabrizio, muore tra le sue braccia. Trascorrono sei anni e Fabrizio, nel frattempo diventato sacerdote, è viceparroco proprio nella chiesa di Don Paolo. Con l'aiuto di in gruppo di giovani parrocchiani combatte gli spacciatori e i taglieggiatori che operano nel quartiere. Un giorno il figlio di Nisticò fa saltare in aria la sua auto accanto alla quale si trova sfortunatamente il piccolo Salvino. La morte del bambino getta nello sconforto Don Fabrizio, già lacerato dal dramma di Rachele, una ragazza da sempre innamorata di lui che si è perduta in un giro di droga e prostituzione. Rachele ora, convinta da Nisticò, accusa Fabrizio di violenza carnale e sfruttamento. Calunniato e abbandonato da quasi tutti i parrocchiani, Don Fabrizio resiste e, convinto nonostante tutto dalla forza del perdono e della comprensione, dimostrerà che si può riuscire ad amare anche il proprio nemico.